# Creagrutus melanzonus
Creagrutus melanzonus és una espècie de peix de la família dels caràcids i de l'ordre dels caraciformes.

## Morfologia
- Els mascles poden assolir 3,6 cm de llargària total.[4]

## Hàbitat
Viu en zones de clima tropical.

## Distribució geogràfica
Es troba a Sud-amèrica: des del riu Cuyuní (est de Veneçuela) fins a la conca del riu Sinnamary (Guaiana Francesa).